# Peter Tschentscher
Peter Tschentscher (ur. 20 stycznia 1966 w Bremie) – niemiecki polityk, lekarz i samorządowiec, działacz Socjaldemokratycznej Partii Niemiec (SPD), od 2018 burmistrz Hamburga, w kadencji 2022–2023 przewodniczący Bundesratu.

## Życiorys
Egzamin maturalny zdał w Oldenburgu. Ukończył studia medyczne na Uniwersytecie Hamburskim. Odbył studia podyplomowe z biologii molekularnej. Doktoryzował się w 1995, zaś habilitował się w 2011. Poza działalnością naukową podjął praktykę lekarską w hamburskim szpitalu uniwersyteckim.
W 1989 dołączył do Socjaldemokratycznej Partii Niemiec. W 2007 został jej przewodniczącym w okręgu Hamburg-Nord. W latach 1991–2008 był radnym tego okręgu. W 2008 po raz pierwszy wybrany na posła do regionalnego parlamentu. W 2011 wszedł w skład Senatu Hamburga, od tego czasu w rządzie kraju związkowego odpowiadał za sprawy finansów.
W marcu 2018 został nowym burmistrzem Hamburga. Zastąpił Olafa Scholza, który przeszedł do pracy w rządzie federalnym. Kontynuował koalicję z Zielonymi; odnawiał ją po wyborach w 2020 i 2025, pozostając na urzędzie burmistrza na kolejne kadencje.
W 2022 został przewodniczącym Bundesratu na okres jednorocznej kadencji.